# Fulvius imbecilis
Fulvius imbecilis är en insektsart som först beskrevs av Thomas Say 1832.  Fulvius imbecilis ingår i släktet Fulvius och familjen ängsskinnbaggar. Inga underarter finns listade i Catalogue of Life.